# Jerónimo Gracián
Jerónimo Gracián Dantisco, conocido también por su nombre religioso Jerónimo de la Madre de Dios, (Valladolid, 6 de junio de 1545–Bruselas, 21 de septiembre de 1614) fue un religioso carmelita descalzo y escritor español. Fue el director espiritual de santa Teresa  de Jesús, que tomó un voto de obediencia con él.
Fue el primer provincial de los Carmelitas descalzos.

## Biografía
Hijo de Diego Gracián de Alderete, hermano de Lucas Gracián Dantisco y nieto del humanista polaco y erasmista Juan Dantisco, estudió en el colegio de los jesuitas de Madrid y después marchó a la Universidad de Alcalá para estudiar Teología y Filosofía. Se ordenó sacerdote en 1569.
Fue discípulo de santa Teresa de Jesús. Como provincial de la reforma fue partidario de un carmelo descalzo masculino misionero, propiciando los trabajos apostólicos de los frailes. Pero en pugna con el P. Doria, que representaba la corriente observante que deseaba Felipe II, muerto ya San Juan de la Cruz, finalmente fue expulsado de la Orden.  

## Obras
Sus Obras se publicaron póstumamente en Madrid, en 1616. Expuso la mística teresiana en su Dilucidario del verdadero espíritu (Madrid, 1604 y Bruselas, 1608). Otros tratados ascético-místicos fueron Lámpara encendida. Compendio de la perfección (1586), sobre los deberes espirituales, y El arte breve de amar a Dios (1612). En La peregrinación de Anastasio (1605), narra las persecuciones que sufrió. También escribió sobre política. En 1611 publicó Diez lamentaciones del miserable estado de los ateistas de nuestros tiempos, en el que criticaba la "llamada razón de Estado" y defendia la política confesionalista.
El padre Gracián ocupa un puesto destacado en el Epistolario de Teresa de Jesús e incluso en su vida. Destacó también como predicador.